# Daniel Končal
Daniel Končal (ur. 16 września 1982 w Komárnie) – słowacki siatkarz, grający na pozycji rozgrywającego, reprezentant Słowacji. 

## Sukcesy klubowe
Liga słowacka:
- 2004, 2013
- 2003, 2007
- 2002

Puchar Słowacji:
- 2004, 2007, 2013

Mistrzostwa MEVZA - Liga Środkowoeuropejska:
- 2012
- 2011

Liga austriacka:
- 2011, 2012, 2023[3]

Liga niemiecka:
- 2019

Puchar Austrii:
- 2023[4]